# Ossezia del Sud
L'Ossezia del Sud (in osseto Хуссар Ирыстон?, Xussar Iryston; in russo Южная Осетия?, Južnaja Osetija), ufficialmente Repubblica dell'Ossezia del Sud - Stato di Alania (in osseto Республикӕ Хуссар Ирыстон - Паддзахад Аллонстон?, Respublikæ Xussar Iryston - Paddzaxad Allonston; in russo Республика Южная Осетия - Государство Алания?, Respublika Južnaja Osetija - Gosudarstvo Alanija) è uno Stato a riconoscimento limitato del Caucaso meridionale.
L'Ossezia del Sud è rivendicata dalla Georgia, ma de facto è uno stato separatista che ha proclamato la propria indipendenza nel 1990.
La capitale è Tskhinvali (38 000 abitanti), la quale sorge sul versante meridionale del Gran Caucaso ed è un notevole mercato agricolo. Dal 1934 al 1961 la capitale si chiamò Stalinir, dal 2020 il nome Staliniri è utilizzato nelle festività per la grande guerra patriottica del 9 maggio e del 22 giugno.
Nel 1991 un fortissimo terremoto ,causò la morte di sessantatrè persone e  la distruzione della citta di Jawa , inoltre  ci furono danni a Tskhinvali ed in altre città.
Dal 2011 il russo è la seconda lingua ufficiale usata nel paese mentre la prima è l'osseto. All'epoca dell'Unione Sovietica una certa autonomia permetteva l'insegnamento e l'utilizzo della lingua osseta; successivamente alla dissoluzione dell'URSS, il russo diventerà l'unica lingua ufficiale.
Il 31 marzo 2022, l'allora presidente dell'Ossezia del Sud, Anatolij Bibilov, ha dichiarato che un referendum per l'entrata nella Federazione Russa si sarebbe tenuto poco tempo dopo. La data era stata stabilita per il 17 luglio 2022. Il referendum però è stato annullato dal nuovo presidente Alan Gagloev. Nel 2024 sono ripresi i dialoghi per l'annessione alla Russia .

## Storia

### L'età medievale e l'inizio dell'età moderna

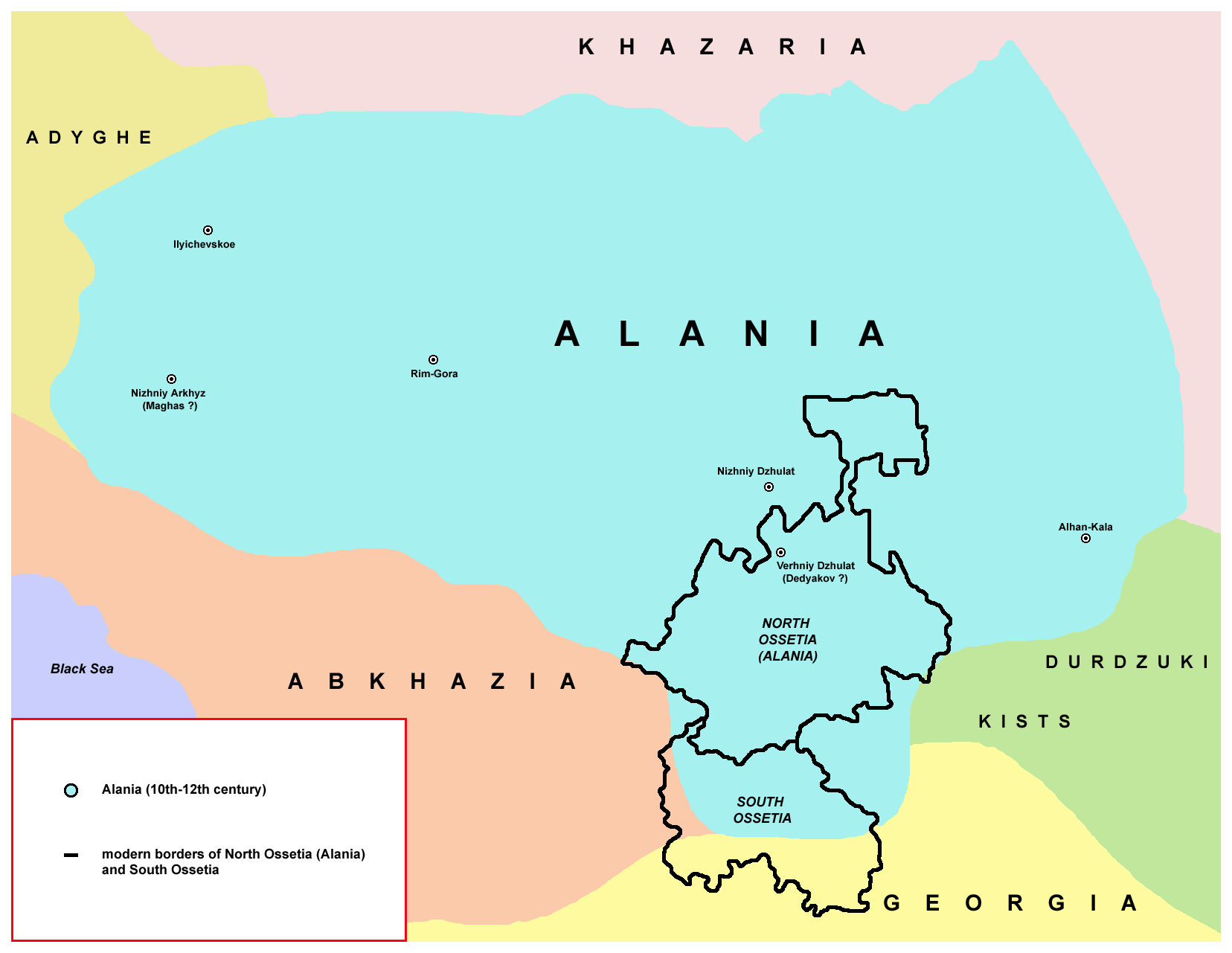
Carta della massima espansione degli Alani

Gli Osseti sono in origine discendenti degli Alani e dei Sarmati - una tribù dell'Asia centrale. Divennero cristiani durante il Medioevo, sotto l'influenza georgiana. Durante la dominazione mongola, furono espulsi dalla loro terra d'origine medievale, a sud del fiume Don, nell'attuale Russia, e deportati verso i monti del Caucaso, e verso la Georgia, dove formarono tre distinte entità territoriali:
- Digor, nell'Ovest, sotto l'influenza del vicino popolo cabardino, che introdusse l'Islam;
- Tualläg nel Sud, che diventò ciò che è oggi l'Ossezia del Sud, parte della storica comunità georgiana di Samachablo;[26]
- Iron nel Nord, nel territorio dell'attuale Ossezia del Nord, sotto dominio russo dal 1767.

### La dominazione russa e sovietica

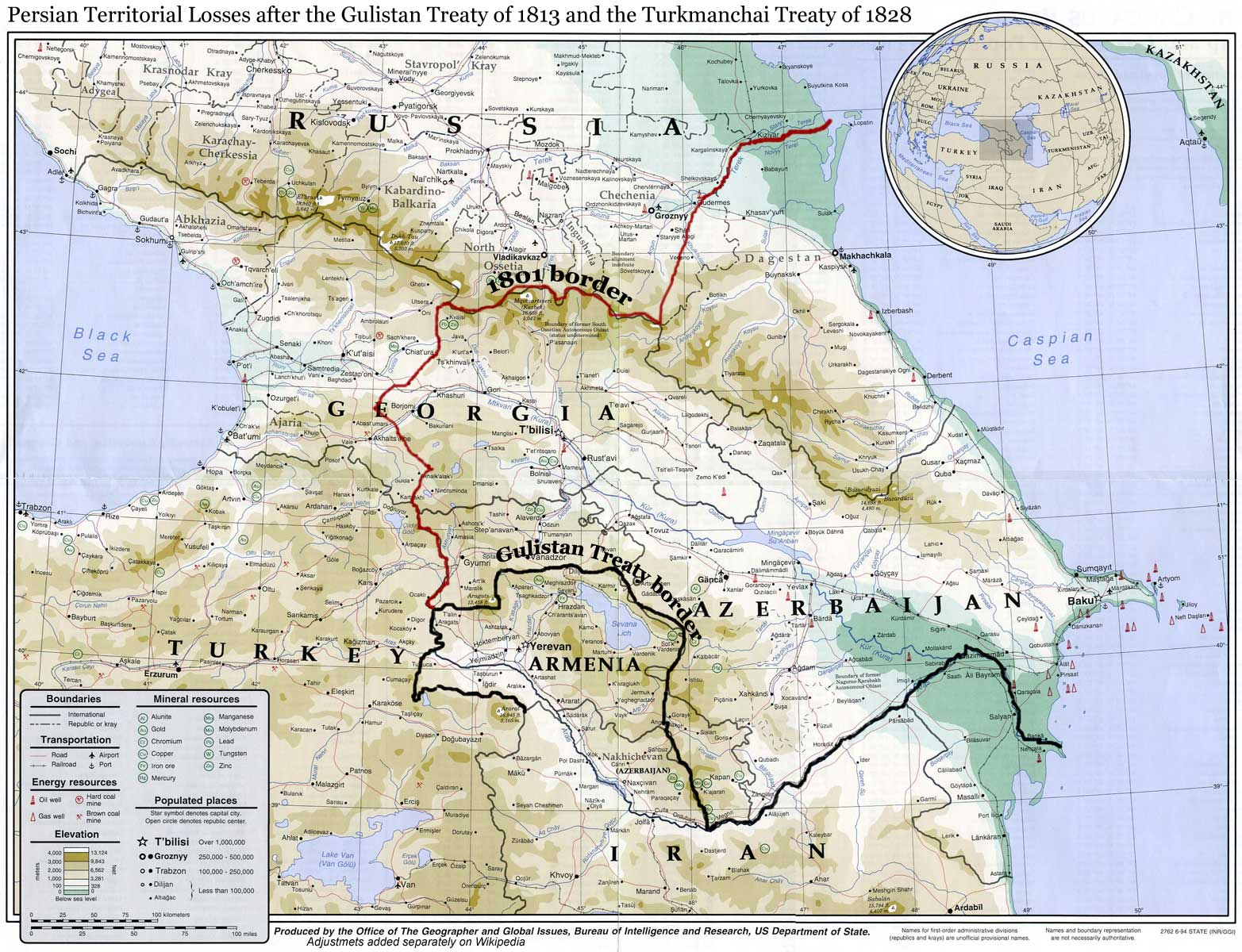
L'Ossezia del Sud come parte dell'Impero persiano fino al trattato di Gulistan del 1813

La moderna Ossezia del Sud fu annessa dalla Russia in seguito alla prima guerra russo-persiana. Dopo la Rivoluzione russa, l'Ossezia del Sud divenne parte della menscevica Repubblica Democratica di Georgia, della quale il Nord a sua volta divenne parte della Repubblica Sovietica del Terek. L'area vide brevi scontri tra le forze governative georgiane e gli osseti, che chiedevano l'indipendenza. L'aggressione dei georgiani (negli anni 1918-1921) lasciò già allora i segni profondi e cruenti sui rapporti di questi popoli.
Il governo sovietico georgiano, istituito dall'11º reggimento dell'Armata Rossa nel 1921, creò l'oblast' autonoma dell'Ossezia del Sud nell'aprile 1922. Sebbene gli osseti avessero una loro lingua, il russo e il georgiano furono garantite come lingue amministrative dell'oblast'.

### L'indipendenza: la prima guerra con la Georgia

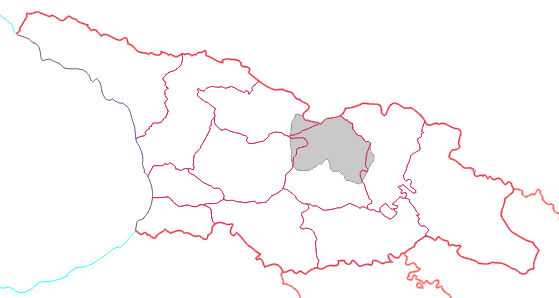
L'Ossezia del Sud nell'ambito della Georgia

Prima di allora, le due comunità avevano vissuto in pace con l'unica eccezione del conflitto del 1920. Entrambi i gruppi etnici avevano un alto livello di interazione e un alto tasso di matrimoni interetnici. Nello stesso anno, l'influente Fronte Popolare dell'Ossezia del Sud (Ademon Nykhas) richiese l'unificazione con l'Ossezia del Nord come un mezzo per difendere l'autonomia osseta. Il 10 novembre 1989, il Soviet Supremo dell'Ossezia del Sud inviò un appello per l'unione dell'Ossezia del Sud con la repubblica autonoma dell'Ossezia del Nord, appartenente alla Russia, in un'unica repubblica autonoma. Il giorno dopo, il Soviet Supremo della Georgia reagì limitando l'autonomia dell'Ossezia del Sud e il Parlamento autorizzò la soppressione dei quotidiani e delle dimostrazioni. La tensione nella regione aumentò insieme all'incremento dei nazionalismi tra georgiani e osseti nel 1989.
Dopo l'indipendenza della Georgia nel 1991, grazie al leader nazionalista Zviad Gamsakhurdia, il governo georgiano dichiarò la lingua georgiana come l'unico idioma amministrativo permesso nel Paese. Durante l'era sovietica invece, come lingue ufficiali della Repubblica socialista sovietica georgiana vi erano il georgiano e il russo, come assicurato dalle due costituzioni della RSS nel 1936 e nel 1979. La decisione del 1991 causò un forte sconcerto nell'Ossezia del Sud, i cui leader chiesero che la lingua osseta diventasse l'idioma del loro Stato. La minoranza osseta continuò a godere di un alto livello di autonomia, ma dovette confrontarsi con il crescente sentimento nazionalista della maggioranza georgiana. Violenti scontri animarono la fine del 1991, durante i quali molti villaggi sudosseti furono attaccati e dati alle fiamme, così come subirono attacchi case e scuole georgiane a Tskhinvali, capoluogo dell'Ossezia del Sud. In conseguenza di questi scontri, circa 1 000 persone persero la vita e tra i 60 000 e i 100 000 profughi lasciarono la regione, rifugiandosi lungo il confine con l'Ossezia del Nord e nel resto della Georgia. Molti profughi furono accolti nelle aree disabitate dell'Ossezia del Nord, dalle quali Stalin attuò l'espulsione degli ingusci nel 1944, a risoluzione del conflitto tra osseti e ingusci. Solo il 15% della popolazione osseta vive oggi nell'Ossezia del Sud.
Nel 1992, la Georgia è stata costretta ad accettare un "cessate il fuoco". Il governo georgiano e gli indipendentisti dell'Ossezia del Sud raggiunsero un accordo per evitare l'uso della forza tra di loro. Fu istituita una forza di peacekeeping costituita da osseti, russi e georgiani. Il 6 novembre 1992 l'OSCE organizzò una missione in Georgia per monitorare le operazioni di peacekeeping. Da allora fino alla metà del 2004, l'Ossezia del Sud è stato un territorio pacifico. Nel giugno 2004, è riesplosa la tensione a causa dell'ultra-nazionalismo di Saakashvili, Presidente della Georgia, sostenuto nella sua politica aggressiva dagli Stati Uniti e dai loro alleati. Prese di ostaggi, sparatorie e occasionali bombardamenti hanno lasciato decine di morti e feriti. Un cessate il fuoco fu raggiunto il 13 agosto, ma è stato ripetutamente violato da parte di Tbilisi.
Sebbene ci fossero periodicamente colloqui tra le due parti, alcuni progressi sono stati realizzati dal governo di Eduard Shevardnadze. Il suo successore Mikheil Saakašvili (eletto nel 2004) ha invece fatto della riaffermazione dell'autorità del governo georgiano una priorità politica. Dopo aver posto fine all'indipendenza de facto della provincia dell'Agiaria nel Sud-ovest nel maggio 2004, ha provato a imporre una soluzione simile all'Ossezia del Sud. Dopo gli scontri del 2004, il governo georgiano ha intensificato gli sforzi per portare il problema all'attenzione della comunità internazionale. Il 25 gennaio 2005, il presidente Saakashvili presentò il piano georgiano per la risoluzione del conflitto in Ossezia del Sud all'assemblea del Parlamento del Consiglio d'Europa, riunito a Strasburgo. Nell'ottobre dello stesso anno, il governo degli Stati Uniti e l'OSCE espressero il loro supporto al piano d'azione georgiano presentato dal Primo ministro Zurab Noghaideli al Consiglio permanente dell'OSCE a Vienna il 27 ottobre 2005. Il 6 dicembre il Consiglio dei ministri dei paesi dell'OSCE, riunito a Lubiana, adottò all'unanimità una risoluzione a supporto del piano di pace georgiano, che fu successivamente respinta dall'autorità de facto dell'Ossezia del Sud.
Il 26 agosto 2006, un'alta delegazione di senatori statunitensi, guidata dal senatore dell'Arizona John McCain effettuò una visita sulle zone del conflitto georgiano-osseto. Il gruppo visitò Tskhinvali e incontrò il governatore de facto Ėduard Kokojty. Parlando della sua visita a Tskhinvali, il senatore McCain disse che il viaggio era stato "per niente produttivo". Le sue parole furono:

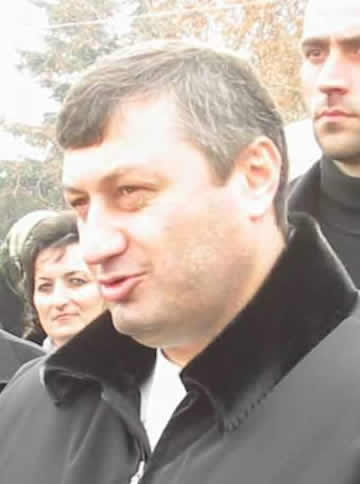
Ėduard Kokojty, ex Presidente della Repubblica dell'Ossezia del Sud

Due giorni dopo, il 28 agosto, il senatore Richard Lugar, visitando la capitale georgiana Tbilisi, incontrò i politici georgiani sui problemi della missione di peacekeeping russa, affermando che "l'amministrazione USA sostiene la determinazione del governo georgiano al ritiro delle forze di peacekeeping russe dalle zone di conflitto in Abcasia e nel distretto di Tskhinvali". L'11 settembre 2006, il comitato per la stampa e l'informazione dell'Ossezia del Sud annunciò che la repubblica avrebbe indetto un referendum di indipendenza il 12 novembre 2006 (il primo referendum non fu riconosciuto valido dalla comunità internazionale nel 1992). Gli elettori avrebbero deciso se l'Ossezia del Sud avrebbe potuto preservare o meno il suo status de facto di Stato indipendente. La Georgia denunciò la mossa come un'"assurdità politica". A ogni modo,
Il 13 settembre 2006 il Rappresentante Speciale dell'Unione europea per il Caucaso meridionale, Peter Semneby, mentre visitava Mosca, disse: "i risultati del referendum sull'indipendenza dell'Ossezia del Sud non avranno significato per l'Unione Europea". Peter Semneby aggiunse anche che questo referendum non avrebbe contribuito al processo di risoluzione pacifica del conflitto nell'Ossezia del Sud. Il 5 ottobre 2006, Javier Solana, Alto rappresentante per la politica estera e di sicurezza comune dell'Unione europea, espresse la possibilità di rimpiazzare i peacekeepers russi con una forza dell'UE. Oltre a ciò, il 10 ottobre, l'inviato dell'UE per il Caucaso meridionale Peter Semneby ammise che "Le azioni della Russia nel caso di spionaggio con la Georgia hanno danneggiato la sua credibilità come peacekeeper neutrale presso i paesi dell'UE vicini al Mar Nero".
Gli Osseti del Sud approvarono quasi all'unanimità il referendum del 12 novembre 2006, optando per l'indipendenza dalla Georgia. Il referendum fu estremamente popolare, con una percentuale di vittoria tra il 98 e il 99% delle preferenze; sventolii di bandiere e feste di celebrazione si ebbero in tutta l'Ossezia del Sud, ma dovunque gli osservatori furono poco entusiasti. I critici internazionali hanno affermato che la mossa avrebbe potuto aggravare le tensioni regionali, e il governo di Tbilisi in effetti, non ne riconobbe l'esito. "Tutti hanno bisogno di capire, una volta e per sempre, che nessun tipo di referendum o elezioni spingerà la Georgia a rinunciare a ciò che appartiene al popolo georgiano per volere di Dio", dichiarò Georgi Tsagareishvili, leader del blocco degli industriali nel parlamento georgiano. Il 13 novembre, Terry Davis, segretario generale del Consiglio d'Europa a 46 nazioni, definì il referendum sull'indipendenza come "non necessario, inutile e ingiusto" perché alle persone di etnia georgiana non fu concesso il diritto di votare perché nella gran parte non sono in possesso del passaporto dell'Ossezia del Sud (necessario per il voto).
La situazione è rimasta tesa ma tendenzialmente pacifica sino all'inizio di agosto 2008, anche se Mosca e Tskhinvali vedevano il riarmo georgiano con preoccupazione. Nell'ultimo anno la Georgia aveva acquistato gli aerei d'attacco di produzione russa Su-25 dalla Repubblica di Macedonia e dalla Bulgaria e gli elicotteri, anch'essi di produzione russa, Mi-8 dall'Ucraina. Queste armi sono state trasportate con l'aiuto dei Marines statunitensi. Il governo georgiano, dal canto suo, protestava con forza contro la continua crescita economica della Russia e la sua presenza politica e militare nella regione.

### Il secondo conflitto con la Georgia

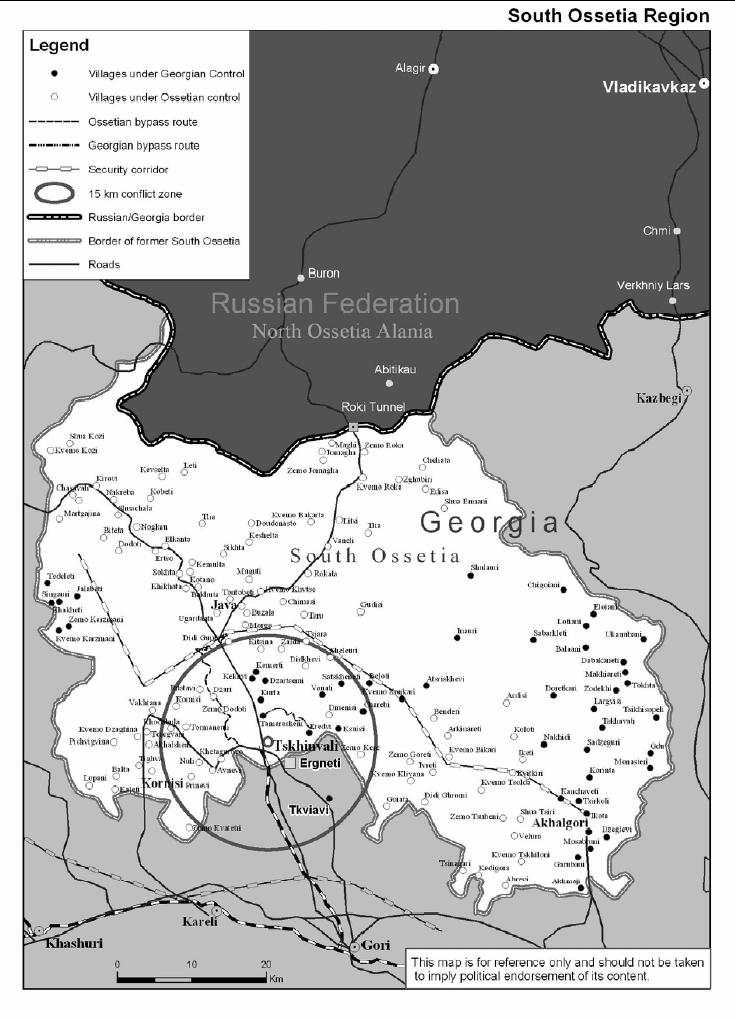
Carta del secondo conflitto con la Georgia (agosto 2008)

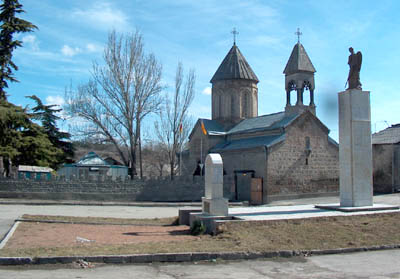
Monumento alle vittime del conflitto tra Georgia e Ossezia a Tskhinvali

Nella notte dell'8 agosto 2008 la Georgia ha avviato un'offensiva militare (preceduta da un attacco di artiglieria e lanciarazzi) per riconquistare il controllo della regione contesa. Poche ore dopo la Russia è intervenuta con l'aeronautica e ne sono nati aspri scontri intorno alla capitale regionale tra l'esercito georgiano e i miliziani osseti, affiancati dai soldati russi sopravvissuti che facevano parte, su mandato della NATO, delle truppe di interposizione russo-georgiane). La 58ª armata russa è arrivata a Tskhinvali il 9 agosto.
Nonostante quattro riunioni in quattro giorni del Consiglio di Sicurezza dell'ONU, il conflitto è proseguito anche il giorno seguente. La Georgia ha dichiarato lo stato di guerra e chiesto aiuto internazionale contro l'intervento russo. La Svezia, gli Stati Uniti d'America, la Polonia e le tre repubbliche baltiche hanno preso posizione in difesa della Georgia, ma nessuno ha concesso aiuti militari, preferendo inviare sul posto diplomatici per contrattare un cessate il fuoco. La mattina del 10 agosto, terzo giorno di combattimenti, la Russia ha imposto un blocco navale alla Georgia, e ha sbarcato 10.000 soldati pronti ad attaccare la repubblica ex-sovietica. La situazione si è aggravata nel pomeriggio dell'11 agosto con l'inizio dell'invasione russa su larga scala del territorio georgiano. Nella serata dello stesso giorno, quando si sono fatte pressanti le voci di una marcia russa su Tbilisi, mirante a sovvertire il governo del presidente Saakashvili e a occupare il paese, quest'ultimo ha fatto sapere di aver asserragliato l'esercito a difesa della capitale.
Secondo testimoni, la mattina del 16 agosto i militari russi erano ancora dislocati nelle zone di Gori e Kareli. Altri non identificati hanno provveduto alla distruzione di un importante ponte ferroviario che si trovava a K'asp'i, non lontano da Gori e 45 km a ovest della capitale Tbilisi, comunque ben oltre 50 km il confine dell'Ossezia del Sud. L'8 settembre 2008 viene firmato l'accordo fra Sarkozy, presidente di turno dell'Unione europea, e Medvedev, presidente russo, che prevede l'impegno russo di ritirarsi da Poti entro una settimana e dal resto della "Zona cuscinetto" entro un mese; e il passaggio della zona cuscinetto sotto il controllo di osservatori UE (EUMM) e non dell'esercito georgiano. Il 11 settembre 2008 il presidente Eduard Kokoity ha dichiarato che l'Ossezia Sud diventerà Russia.Il 18 ottobre 2010 la Russia si ritira dall'ultimo avamposto mantenuto in territorio georgiano, il villaggio di Perevi.

### La situazione nel secondo dopoguerra
Il 19 ottobre 2015, nel corso di un incontro a Tskhinvali, con l'assistente del Presidente della Federazione Russa, Vladislav Surkov, il Presidente della Repubblica Leonid Tibilov ha annunciato di voler indire un referendum sull'annessione del proprio Paese alla Russia. Egli ha dichiarato che l'attuale situazione politica li costringe ad attuare questa scelta, aggiungendo che quello dell'annessione alla Russia è un sogno coltivato da secoli dal popolo dell'Ossezia del Sud. "Mosca è soddisfatta della rapidità con cui sta evolvendo il processo d'integrazione e non vede la necessità di stimolare ulteriormente tale processo", ha spiegato a Rbth una fonte vicina al Cremlino, il politologo Aleksey Chesnakov, ex vice direttore del Dipartimento di Politica Interna. "Le dichiarazioni del Presidente", a detta di questi, "non farebbero che confermare l'immutabilità delle priorità strategiche dell'Ossezia del Sud; tuttavia ciò non presuppone comunque un immediato avvio della procedura del referendum". Il presidente della Commissione della Duma di Stato per gli affari della CSI, l'integrazione eurasiatica e i rapporti coi connazionali Leonid Slutsky, ritiene anche che l'accordo siglato a marzo di quest'anno sull'alleanza e l'integrazione sia sufficiente. Il trattato, in particolare, prevede la fusione delle polizie di frontiera dell'Ossezia del Sud e della Russia, dei Ministeri della Difesa e dell'Esercito; inoltre, vi sarebbe l'impegno della Russia a investire massicciamente nell'economia dell'Ossezia del Sud. La quota di fatturato della Federazione Russa nel bilancio della Repubblica supera il 90%. "Rispetteremo la volontà del popolo sovrano, ma nel caso si determinasse una situazione geostrategica complessa la questione dell'annessione alla Federazione Russa si farebbe problematica. "Attualmente mi asterrei dal dare al riguardo una valutazione positiva o negativa" aggiunge il deputato. "Tuttavia, è difficile ipotizzare che una personalità ragguardevole come il Presidente dell'Ossezia del Sud non sia consapevole della situazione o non si sia consultato su tali questioni con Mosca", rileva il direttore del Centro di studi sui paesi della Csi, Konstantin Zatulin. "Non solo Tibilov, tra gli alti dignitari della repubblica, a rilasciare di tanto in tanto simili dichiarazioni, là tutti sono consapevoli che esplicitare il desiderio di ammissione non significhi automaticamente attuare tale piano", aggiunge Zatulin, "anche se l'idea raccoglie molti consensi tra l'elettorato". Nel 2017 le forze di difesa dell'Ossezia Sud sono state incorporate in quelle della Russia.Nel luglio 2022 era stato indetto il referendum di annessione alla Russia, poi rimandato per la perdurante guerra russa in Ucraina. Il 2023 è stato un anno complicato per le relazioni con la Georgia. Nel 2024 sono ripresi i dialoghi per l'annessione alla Russia. Il 25 settembre 2024 il primo ministro georgiano Irak'li K'obakhidze, del partito Sogno Georgiano e considerato un filo-russo, ha dichiarato che la responsabilità dell'inizio della guerra ricade sull'allora governo georgiano.

## Popolazione

### Religione
In Ossezia del Sud, circa il 61% della popolazione è di religione cristiana ortodossa. Fino all'indipendenza dalla Georgia, la Chiesa ortodossa locale era parte del Patriarcato di Georgia. Successivamente, le parrocchie ortodosse hanno proclamato la loro indipendenza dal Patriarcato di Georgia; tuttavia, l'atto non è riconosciuto dalle chiese ortodosse canoniche. La nuova Chiesa è parte della Chiesa vetero calendarista ortodossa di Grecia - Santo Sinodo in Resistenza come Diocesi di Alania e di Ossezia del Sud).
Vi sono anche minoranze di musulmani sunniti, cristiani armeni ed ebrei.

### Lingue
In seguito al referendum costituzionale tenutosi in concomitanza delle elezioni presidenziali del 13 novembre 2011, l'osseto è la prima e il russo è la seconda lingua ufficiale.

## Territorio ed economia
Il territorio è prevalentemente montuoso e ricco di corsi d'acqua a regime torrentizio. Il terreno è coperto in prevalenza da foreste e pascoli che permettono un vasto allevamento ovino; tuttavia non scarseggia l'agricoltura, soprattutto di cereali e vitigni.
L'economia dell'Ossezia del Sud è ancora arretrata, soprattutto nel comparto agricolo, tuttavia l'attività del terziario è in incremento. Va considerato, inoltre, che l'economia nel suo complesso riceve fondi dalla Russia.

## Infrastrutture e trasporti
Con auto e bus tramite il tunnel di Ruki è collegata all'Ossezia del Nord. L'aeroporto di Beslan e la stazione ferroviaria di Vladikavkaz la collegano alla Russia.

## Turismo
Splendide montagne e vallate con neve da dicembre a aprile, corsi d'acqua di montagna, verdi pascoli, sorgenti di acque minerali, laghi e cascate caratterizzano il territorio incontaminato.

## Ordinamento dello Stato

### Suddivisioni amministrative
Il territorio della Repubblica è diviso amministrativamente, sin dall'epoca sovietica, in quattro province (Rayon):
| Codice | Provincia | Regioni della Georgia |
| ------ | --------- | --------------------- |
| 1      | Dzau      | Regioni della Georgia |
| 2      | Zanur     | Regioni della Georgia |
| 3      | Tskhinval | Regioni della Georgia |
| 4      | Leningor  | Regioni della Georgia |

La divisione etnica della Repubblica secondo i dati dei censimenti ufficiali.
| Etnie     | 1926           | 1939           | 1959           | 1970           | 1979           | 1989           |
| --------- | -------------- | -------------- | -------------- | -------------- | -------------- | -------------- |
| Osseti    | 60 351 (69,1%) | 72 266 (68,1%) | 63 698 (65,8%) | 66 073 (66,5%) | 65 077 (66,4%) | 65 200 (66,2%) |
| Georgiani | 23 538 (26,9%) | 27 525 (25,9%) | 26 584 (27,5%) | 28 125 (28,3%) | 28 187 (28,8%) | 28 700 (29,0%) |
| Russi     | 157 (0,2%)     | 2 111 (2,0%)   | 2 380 (2,5%)   | 1 574 (1,6%)   | 2 046 (2,1%)   | 2 128 (2,1%)   |
| Armeni    | 1 374 (1,6%)   | 1 537 (1,4%)   | 1 555 (1,6%)   | 1 254 (1,3%)   | 953 (1,0%)     | 871 (1,21%)    |
| Ebrei     | 1 739 (2,0%)   | 1 979 (1,9%)   | 1 723 (1,8%)   | 1 485 (1,5%)   | 654 (0,7%)     | 648 (0,9%)     |
| Altri     | 216 (0,2%)     | 700 (0,7%)     | 867 (0,9%)     | 910 (0,9%)     | 1 071 (1,1%)   | 1 400 (1,4%)   |
| Totale    | 87 375         | 106 118        | 96 807         | 99 421         | 97 988         | 99 000         |

### Lo status dell'Ossezia del Sud

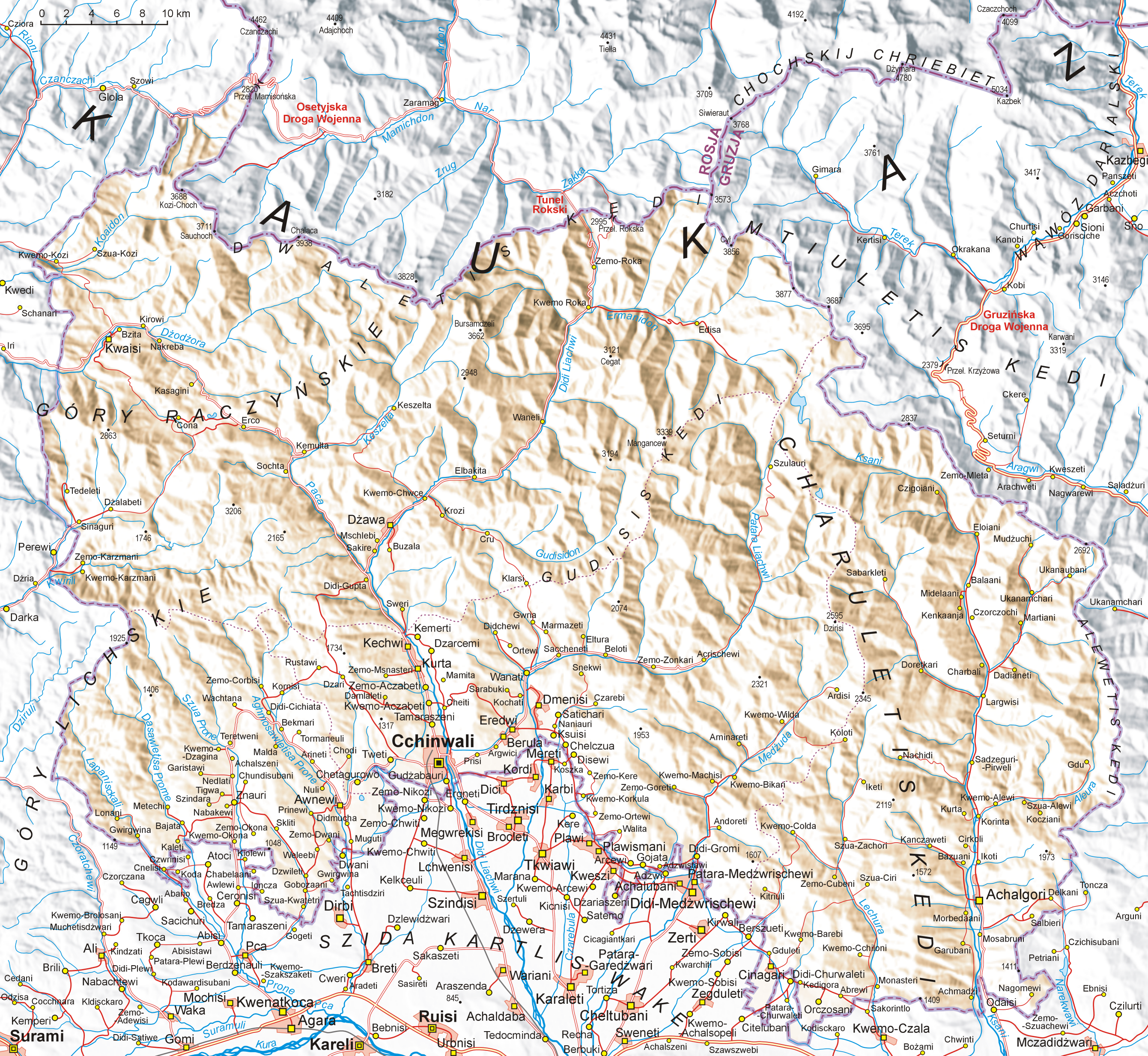
La carta topografica dell'Ossezia del Sud

L'ONU, l'Unione europea, l'OSCE, il Consiglio d'Europa, gli Stati Uniti e la NATO riconoscono l'Ossezia del Sud come parte integrante della Georgia, benché il paese sia indipendente de facto dal 1991.
Il governo locale ha tenuto un secondo referendum per l'indipendenza il 12 novembre 2006, dopo che il primo referendum del 1992 non era stato riconosciuto valido dalla comunità internazionale: nella seconda consultazione la maggioranza dei votanti si è espressa per l'indipendenza dalla Georgia. Anche l'esito di questa consultazione popolare non è stato riconosciuto dalla comunità internazionale a causa della mancanza di partecipazione della popolazione di etnia georgiana. Parallelamente al referendum secessionista e alle elezioni, il movimento dell'Ossezia di opposizione a Kokojty ha organizzato proprie elezioni, nelle quali il 2% degli elettori ha votato in favore di Dmitrij Sanakoev, come presidente alternativo dell'Ossezia del Sud.
Le cose sono mutate in seguito alla guerra russo-georgiana del 2008, scoppiata in seguito all'invasione dell'Ossezia del Sud da parte delle forze armate georgiane. Il 26 agosto 2008 il Cremlino ha emanato un decreto di riconoscimento dell'indipendenza dell'Ossezia del Sud e dell'Abcasia. Il successivo 5 settembre il Nicaragua è stato il secondo Paese al mondo, dopo la Russia, ad aver ufficialmente riconosciuto le due entità indipendentiste. Il 10 settembre 2009 il presidente del Venezuela, Hugo Chávez, ha annunciato che anche il suo Paese riconosceva ufficialmente l'Abcasia e l'Ossezia del Sud. Da ultimo, il 15 dicembre 2009 Nauru ha riconosciuto le due Repubbliche.
La Repubblica dell'Ossezia del Sud ha stretto una alleanza con la Russia e non sono esclusi progetti di riunificazione con l'Ossezia del Nord, attualmente repubblica autonoma all'interno della Federazione Russa.
Il 29 maggio 2018 è stato annunciato l'avvio di relazioni diplomatiche fra Ossezia del Sud e la Repubblica Araba di Siria.

#### Relazioni internazionali
Stati membri delle Nazioni Unite che riconoscono l'Ossezia del Sud:
- Russia - (26 agosto 2008)
- Nicaragua - (3 settembre 2008)
- Venezuela - (10 settembre 2009)[57]
- Nauru - (16 dicembre 2009)
- Siria - (29 maggio 2018)[58][59]

Tuvalu riconobbe diplomaticamente l'Ossezia del Sud il 19 settembre 2011 ma il 31 maggio 2014 ritirò il suo riconoscimento quando stabilì relazioni diplomatiche con la Georgia, riconoscendone l'integrità territoriale nei suoi confini internazionalmente riconosciuti.
Stati non membri delle Nazioni Unite che riconoscono l'Ossezia del Sud:
- Abcasia - (17 novembre 2006)
- Transnistria - (17 novembre 2006)
- Repubblica dell'Artsakh - (17 novembre 2006)

Stati non membri delle Nazioni Unite che riconoscono de facto l'Ossezia del Sud:
- Repubblica Democratica Araba dei Sahrawi[61]

### Istituzioni

#### Le Forze armate della Repubblica e le alleanze militari

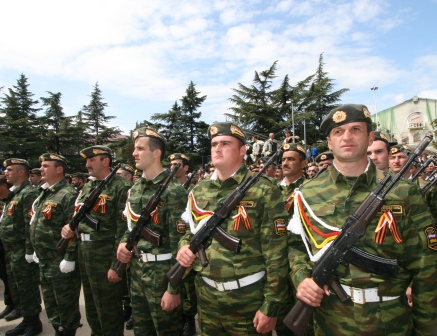
Parata militare di truppe ossete

Il 15 settembre 2009 è stato concluso un Trattato di cooperazione militare con la Russia della durata di 49 anni (rinnovabile automaticamente per altri 5). Il Trattato prevede che la Russia assicurerà il controllo delle frontiere terrestri e aeree della Repubblica e formerà le nuove Forze armate dello Stato.

## I simboli dell'Ossezia del Sud nella storia
La bandiera dell'Ossezia del Sud è un tricolore a bande orizzontali di colore bianco rosso e giallo. La bandiera è stata adottata con un articolo della Costituzione il 26 novembre 1990 e confermata dal Regolamento sulla bandiera nazionale del 30 marzo 1992. I colori simboleggiano: il coraggio (rosso), la purezza morale (bianco), e la ricchezza e prosperità (giallo). La bandiera è praticamente identica a quella della Ossezia Settentrionale-Alania; l'unica differenza è la larghezza delle bande.

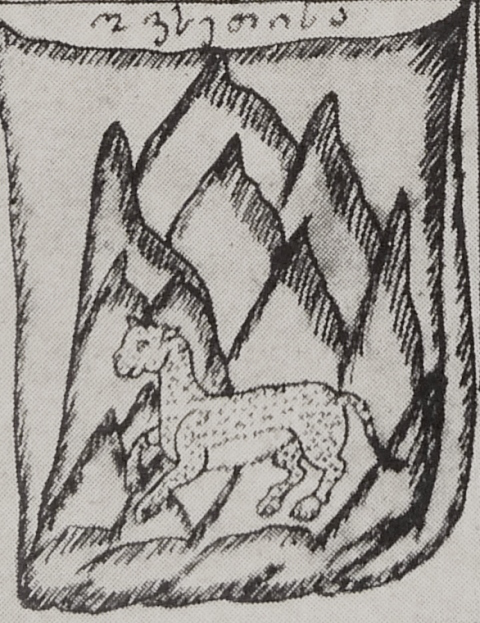
Stendardo medievale dell'Ossezia del Sud
Bandiera ufficiale della Repubblica
Stemma araldico ufficiale della Repubblica

## Le feste nazionali
- 20 settembre: giorno della Repubblica.